# Jacques Monférier
Jacques Monférier, né le 26 août 1933 à Fougères et mort le 20 mars 2022 à Bordeaux, est un professeur de littérature française, spécialiste de François Mauriac, et président de l'Université Bordeaux 3 de 1983 à 1989.

## Biographie
Né le 26 août 1933 à Fougères en Ille-et-Vilaine, Jacques Monférier a fait ses études supérieures à la Faculté des lettres de Bordeaux. Professeur agrégé de Lettres classiques en 1959, il enseigne le français, le latin et le grec au lycée Louis-Barthou de Pau, avant d’être nommé à la faculté des lettres de Bordeaux. Il soutient en 1972 sa thèse de doctorat à l'Université Paris-Sorbonne puis devient professeur de littérature française, spécialiste de l’époque symboliste.
Dès 1972, Jacques Monférier crée à l’université un centre de recherches sur François Mauriac. En 1986, Jacques Chaban-Delmas le charge de la création d’un centre culturel que la Région Aquitaine souhaite installer dans l’ancienne maison de François Mauriac à Malagar. C’est ainsi qu’il présidera le Centre François Mauriac de Malagar de 1986 à 2001.
Les travaux de recherche de Jacques Monférier concernent principalement l’œuvre de François Mauriac. Il a notamment créé : 
- la revue semestrielle Travaux du Centre d’Études et de Recherches sur François Mauriac (publiée de 1977 à 1994) ;
- la collection des Cahiers François Mauriac, aux éditions Grasset avec 18 numéros entre 1974 et 1991[3] ;
- la collection Malagar aux éditions L’Esprit du temps.

En 1987, il devient président de l’association des Amis de François Mauriac. Il est le fondateur, en 1991, de la Société Internationale des Études Mauriaciennes (SIEM), structure internationale fédérant l’ensemble des recherches menées en France et à l’étranger sur l’œuvre de l'auteur. Avec elle, il reprend en 1993 la publication des Nouveaux Cahiers François Mauriac, toujours chez Grasset.
Au sein de l'Université Bordeaux III, Jacques Monférier a également créé et dirigé le service de formation continue et y a exercé de nombreuses responsabilités pédagogiques et administratives : directeur du département de Français, de l’unité de Lettres et Arts de 1973 à 1976 puis vice-président. Il est élu président de l'université en 1983 (au bénéfice de l'âge avec 35 voix, à égalité avec Philippe Rouyer) et le restera jusqu'en 1989.
Au cours de sa carrière, il s'engage dans la défense de la francophonie, en tant que membre de la Commission permanente de la Conférence des présidents d’université, puis comme membre du conseil scientifique de l’Association internationale des universités francophones.
Après sa retraite universitaire, il a présidé l’Office culturel et éducatif de la ville de Talence. Adjoint à la culture depuis 1989 (sans étiquette), il devient adjoint au maire, puis premier adjoint d'Alain Cazabonne en 2001 à l'âge de 67 ans.
En 2010, il est président de l’Académie des sciences, belles lettres et arts de Bordeaux.
Il est Chevalier de la Légion d'honneur, chevalier de l'Ordre national du Mérite, et Commandeur des Palmes académiques.
Il décède le 20 mars 2022 à Bordeaux à l'âge de 88 ans,.

## Publications

### Livres
- Jacques Monférier, Le suicide, Bordas, coll. « Collection thématique », 1970, 191 p. (SUDOC 001892525)
- Jacques Monférier, François Mauriac : du « Nœud de vipères » à « La Pharisienne », Paris, Honoré Champion, 1985, 180 p. (ISBN 2-85203-006-3)
- Jacques Monférier, Jean Balde, Bordeaux, Mollat, coll. « Portraits », 1997, 73 p. (ISBN 2-909351-40-8)

### Direction d'ouvrages et participations
- Jacques Monférier (textes réunis par), François Mauriac et la grâce, Paris, coll. « Revue des lettres modernes », 1975 (ISBN 2-256-90121-1)

- Walter G. Langlois et André Séailles (textes réunis par) et Jacques Monférier (dir.), François Mauriac et la grâce, Paris, coll. « Revue des lettres modernes », 1978 (ISBN 2-256-90135-1)

- Pierre Mauriac, François Mauriac, mon frère, Bordeaux, L’Esprit du temps, coll. « Malagar », 1997, 109 p. (ISBN 2-908206-81-1) (introduction et notes de Jacques Monférier)
- Denise Gellini (anthologie choisie et présentée par) (préf. Jacques Monférier), Visages du Sud-Ouest dans l'œuvre de Jean Balde, romancière bordelaise (1885-1938), Paris, Le Jardin d'essai, 2011 (ISBN 978-2-911822-65-0, SUDOC 15185369X)

### Articles
- Jacques Monférier, « "Le Livre Posthume, Mémoires d’un Suicidé’ de Maxime Du Camp », Revue d’Histoire Littéraire de La France, Presses Universitaires de France, vol. 66, no 3,‎ 1966, p. 439-450 (lire en ligne )
- Jacques Monférier, « Personnages secondaires et personnages principaux dans "La Pharisienne" », Littératures, nouvelle série no 13,‎ octobre 1985, p. 113-120 (lire en ligne )
- Jacques Monférier, « Absence et présence de François Mauriac dans "La Pharisienne" », Australian Journal of French Studies, vol. 22, no 2,‎ 1985, p. 167-174 (DOI https://doi.org/10.3828/AJFS.22.2.167)